# Peter Reekers
Peter Reekers (Almelo, 2 giugno 1981) è un allenatore di calcio ed ex calciatore olandese, di ruolo difensore.

## Palmarès

### Giocatore

#### Competizioni nazionali
- Eerste Divisie: 1

VVV-Venlo: 2008-2009